# Каргашино (Мордовия)
Каргашино — село в Зубово-Полянском районе Мордовии. Входит в состав Анаевского сельского поселения.

## География
Село находится на левом берегу реки Вад, в 22 км от районного центра и в 5 км от железнодорожной станции Вад.

## Название
Название происходит от места расположения села у болота с большим количеством журавлиных становищ (карга «журавль» и шяй «болото, трясина», буквально — «место обитания журавлей»).

## История
В «Списке населённых мест Тамбовской губернии» 1866 года издания Каргашино упоминается как казенное село Спасского уезда Тамбовской губернии из 154 дворов (1108 человек). В селе имелась церковь, мельница, лесопильный завод
В 1930 году в селе имелось 458 дворов (2510 человек).

## Население
| 2002 | 2010 |
| ---- | ---- |
| 394  | ↘375 |

Национальный состав
Согласно результатам Всероссийской переписи населения 2002 года, в национальной структуре населения мордва-мокша составляли 94 %.

## Экономика
В селе имелся колхоз им. Куйбышева, позже реорганизованный в ТОО «Анаевское», а с 1996 года — в СХПК «Анаевский».

## Социальные объекты
В селе имеется Дом культуры, магазин, медпункт.

## Достопримечательности
В селе установлен памятник и обелиск участникам Великой Отечественной войны.
Недалеко от Каргашино располагаются Анаевские стоянки, Анаевское городище, селища железного века и эпохи средневековья.

## Известные уроженцы и жители
В Каргашино родились:
- Л. П. Андронов — учёный, инженер морского флота, педагог.
- И. И. Дубасов — педагог, историк-краевед.
- В. И. Чадайкин — Герой Советского Союза.